# NGC 4331
NGC 4331 ist eine Irreguläre Galaxie vom Hubble-Typ Im im Sternbild Drache am Nordsternhimmel. Sie ist schätzungsweise 77 Millionen Lichtjahre von der Milchstraße entfernt und hat einen Durchmesser von etwa 45.000 Lichtjahren. Sie ist Mitglied der elf Galaxien zählenden NGC 4589-Gruppe (LGG 284). 

Im selben Himmelsareal befinden sich die Galaxien NGC 4291, NGC 4319, NGC 4386.
Das Objekt wurde am 12. Dezember 1797 von Wilhelm Herschel entdeckt.